# 久米田之戰
久米田之戰，發生於戰國時代永祿5年（1562年）3月5日，在和泉國八木鄉的久米田寺一帶（現大阪府岸和田市），由畠山高政發起進攻三好義賢的戰鬥。兩軍參戰人數約17,000至50,000名，三好義賢在此戰中戰死，成為往後三好氏沒落的遠因。

## 背景
為了反制擁立第13代將軍的三好長慶，畿內的守護大名六角義賢及畠山高政等人互相組成聯盟，在包含京都的畿內各處發起反三好氏的行動。
以三好長慶弟十河一存的死為契機，畠山高政協同安見宗房、遊佐信教軍攻入河內國岸和田城。另一方面，六角義賢則入侵慈照寺以北並攻下勝軍地藏山城，意圖挾擊三好軍。
為了因應局勢，長慶命令據守河內高屋城的三好義賢前往對付畠山軍，其子三好義興抵抗六角軍，自己則坐鎮飯盛城指揮兩軍。

## 戰況
根據『細川兩家記』中記載，1562年3月5日，畠山高政、安見宗房攻入了三好義賢在久米田的布陣，三好側則派篠原長房隊出擊，一番激戰之後，局勢轉為對三好方有利。三好側傾巢而出發動總攻撃，派出三好康長、三好政康隊進攻，但卻使三好義賢附近的警備頓時變得薄弱，畠山高政趁機在此時挾根來眾朝三好本陣突擊，下午4時左右將三好義賢討取。

## 戰後
畠山高政在此戰討伐了三好義賢，威脅了位在飯盛城的三好長慶，卻在後來的教興寺之戰中敗北，未能成功覆滅三好氏的霸權。然而，失去了輔佐的三好義賢使三好家也陷入了內部紛擾。因此長慶病故後，三好一門為了維繫其權力不得不走上謀殺將軍一途（永祿之變），卻也同時動搖了其政權的合法性。